# 喬克內什蒂 (克勒拉希縣)
44°12′N 27°5′E / 44.200°N 27.083°E
喬克內什蒂鄉（羅馬尼亞語：Comuna Ciocănești, Călărași），是羅馬尼亞的鄉份，位於該國南部，由克勒拉希縣負責管轄，面積128平方公里，海拔高度20米，2007年人口4,519，人口密度每平方公里35人。